# Euxoa rara
Euxoa rara är en fjärilsart som beskrevs av Alpheus Spring Packard 1868. Euxoa rara ingår i släktet Euxoa och familjen nattflyn. Inga underarter finns listade i Catalogue of Life.